# Köyrylampi
Köyrylampi är en sjö i kommunen Haapavesi i landskapet Norra Österbotten i Finland. Arean är 36 hektar och strandlinjen är 3,21 kilometer lång. Sjön  ingår i Siikajokis huvudavrinningsområde.   Den ligger omkring 80 kilometer söder om Uleåborg och omkring 460 kilometer norr om Helsingfors. 